# 이고리 추마크
이고리 블라디미로비치 추마크(러시아어: И́горь Влади́мирович Чума́к, 1964년 4월 1일~)는 소련과 러시아의 은퇴한 핸드볼 선수로 포지션은 골키퍼이다. 1988년 하계 올림픽과 1992년 하계 올림픽에서 금메달을 획득했다.